# Challenger de Porto 2021
El torneo Porto Challenger 2021 fue un torneo profesional de tenis. Perteneció al ATP Challenger Series 2021. Se disputó en su 1ª edición sobre superficie dura, en Oporto, Portugal entre el 1 de junio y el 4 de julio de 2021.

## Jugadores participantes del cuadro de individuales
| Favorito | País                  | Jugador                  | Rank1 | Posición en el torneo |
| -------- | --------------------- | ------------------------ | ----- | --------------------- |
| 1        | Bandera de Brasil     | Thiago Seyboth Wild      | 127   | Segunda ronda         |
| 2        | Bandera de la India   | Prajnesh Gunneswaran     | 147   | Segunda ronda         |
| 3        | Bandera de Ecuador    | Emilio Gómez             | 171   | Semifinales           |
| 4        | Bandera de Chile      | Alejandro Tabilo         | 174   | Primera ronda         |
| 5        | Bandera de Portugal   | Frederico Ferreira Silva | 176   | Segunda ronda, retiro |
| 6        | Bandera de Japón      | Go Soeda                 | 177   | Primera ronda         |
| 7        | Bandera de Australia  | Thanasi Kokkinakis       | 182   | Segunda ronda         |
| 8        | Bandera de Uzbekistán | Denis Istomin            | 188   | Segunda ronda         |

- 1 Se ha tomado en cuenta el ranking del 21 de junio de 2021.

### Otros participantes
Los siguientes jugadores recibieron una invitación (wild card), por lo tanto ingresan directamente al cuadro principal (WC):
- Nuno Borges
- Gastão Elias
- Gonçalo Oliveira

Los siguientes jugadores ingresan al cuadro principal tras disputar el cuadro clasificatorio (Q):
- Geoffrey Blancaneaux
- Ulises Blanch
- Sem Verbeek
- Yosuke Watanuki

## Campeones

### Individual Masculino
- Altuğ Çelikbilek derrotó en la final a  Quentin Halys, 6–2, 6–1

### Dobles Masculino
- Guido Andreozzi /  Guillermo Durán derrotaron en la final a  Renzo Olivo /  Miguel Ángel Reyes-Varela, 6–7(5), 7–6(5), [11–9]